# Падерна
Падерна (итал. Paderna) — коммуна в Италии, располагается в регионе Пьемонт, в провинции Алессандрия.
Население составляет 247 человек (2008 г.), плотность населения составляет 59 чел./км². Занимает площадь 4 км². Почтовый индекс — 15050. Телефонный код — 0131.
Покровителем коммуны почитается святой великомученик Георгий, празднование 23 апреля. 

## Демография
Динамика населения:

## Администрация коммуны
- Официальный сайт: http://www.comune.paderna.al.it/